# Clare (Suffolk)
Clare ist eine Stadt und eine Verwaltungseinheit im District West Suffolk in der Grafschaft Suffolk, England. Clare ist 40 km von Ipswich entfernt. Im Jahr 2011 hatte es eine Bevölkerung von 2028 Einwohnern. Clare wurde 1086 im Domesday Book als Clara erwähnt. Es ist die kleinste Stadt in Suffolk. Es gibt die Ruinen von Clare Castle.